# 増田信吾+大坪克亘
増田信吾+大坪克亘（ますだしんご＋おおつぼかつひさ、SHINGO MASUDA+KATSUHISA OTSUBO）は、日本のアトリエ系建築設計事務所。吉岡賞など多数受賞。

## 略歴
2007年　増田信吾と大坪克亘で共同設立。増田信吾は1982年、東京都生まれ。高校卒業後就職した会社を辞して武蔵野美術大学建築学科に進学。2007年卒業。父親の同級生が北山恒で、北山が設計した家に住んでいたという。2019年から明治大学特任准教授。
大坪克亘は1983年、埼玉県生まれ。2007年東京芸術大学建築科卒業後、大学院に進学せず増田に誘われ設計活動を始め、共同主宰に至る。

## 主な作品
- 2009年 たたずむ壁[10]
- 2009年 ウチミチニワマチ[11]
- 2010年 ものかげの日向
- 2014年 躯体の窓[12][13]
- 2016年 ヴェネツィアビエンナーレ国際建築展日本館展示[14]
- 2015年 LivingPool[15]
- 2017年 始めの屋根 [16]
- 2018年 つなぎの小屋・街の家[17][18][19]
- 2018年 庭先のランドマーク
- 2023年 Tokyo Saikai Showcase

## 受賞歴
- 2008年 鹿島出版会SD Review入選（風が見える小さな丘）[20]
- 2009年 AR Award commendation(UK)
- 2011年、2014 JCDデザインアワード金賞[21]
- 2011年 ar+d Awards for Emerging Architecture 準大賞（UK）
- 2016年 第32回吉岡賞(LivingPool)[22]

## 作風
建築とそこに関わる風、雨、音、光などの周辺の様々な要素とそれらが如何に人々 や関係することで周辺にとって今までにない新しい価値観となるかを考え設計しているという。

## 展覧会
・2020年 - 増田信吾＋大坪克亘 展「それは本当に必要か。」@TOTO ギャラリー間